# طارق حمد العبد الله
اللواء الركن طارق حمد العبد الله الجبوري و تنتمي امه الى عائلة النوري العريقة (ولد في الفلوجة سنة 1940 وتوفي في 18 كانون الأول 1986) هو عسكري وسياسي عراقي سابق، 
دخل المدرسة الابتدائية سنة 1947، وتخرج في الكلية العسكرية برتبة ملازم سنة 1961.
شارك في ثورة 17 تموز 1968، وتخرج من كلية الأركان سنة 1970. حصل على الماجستير في العلوم العسكرية من جامعة البكر، وكذلك خريج كلية العلوم السياسية في جامعة بغداد. عمل مرافقا ومديرا لمكتب الرئيس أحمد حسن البكر.
شغل منصب أمين السر العام لمجلس قيادة الثورة ورئيس ديوان رئاسة الجمهورية وكالة، ثم وزير الصناعات الخفيفة عند استحداث المنصب في 28 حزيران 1982، وبقي في المنصب حتى وفاته.
أما وفاته فقد أعلنت الحكومة العراقية أنه توفي منتحرا بسبب معاناته من الكآبة، وادعاء الحكومة محل شك
ويقال ان هنالك قصة منشورة من قبل زوجته عن التهديدات التي وصلت لها.

## مؤلفاته
- ثورتنا في مواجهة المؤامرات
- موضوعات في السياسة العربية الدولية
- ثورتنا وبعض المشكلات الدولية

## روابط خارجية
- صورة لنبأ وفاة طارق حمد العبد الله، جريدة الجمهورية، الصادرة في يوم الجمعة 19 كانون الأول 1986م الموافق ليوم 17 ربيع الثاني 1406هـ
- محبو المرحوم اللواء الركن طارق حمد العبد الله الجبوري، صفحة على موقع فيسبوك